# Keanu Al Azhari
Pas d'image ? Cliquez ici
Keanu Al Azhari, né le 14 novembre 2007 à Dubaï, est un pilote automobile émirati. En 2025, il participe au championnat du Royaume-Uni de Formule 3 avec Hitech Pulse-Eight. En 2024, il termine troisième du championnat de Formule 4 des Émirats arabes unis et termine vice-champion d'Espagne de Formule 4.
Al Azhari est un membre de l'Alpine Academy.

## Carrière

### Karting
La carrière d'Al Azhari commence en karting. Il ne remporte cependant de titres majeurs en Europe. Dans son pays d'origine, il remporte le titre IAME X30 Junior lors de la saison 2020-2021 après avoir terminé vice-champion lors de la saison précédente.

### Formule 4

#### 2023
Avant d'effectuer ses débuts en Formule 4, l'Emirati remporte la Richard Mille Young Talent Academy, qui lui permet de décrocher une place en championnat d'Espagne de Formule 4 avec MP Motorsport, pour sa première saison en monoplace. Dès ses débuts dans le championnat, lors de l'épreuve de Spa-Francorchamps, il obtient une pole et un podium. Régulier tout au long de la saison, il termine neuvième du championnat.
En parallèle, Al Azhari rejoint le championnat des Émirats arabes unis de Formule 4 avec la Yas Heat Racing Academy. Après être monté deux fois sur le podium, il termine septième du championnat.

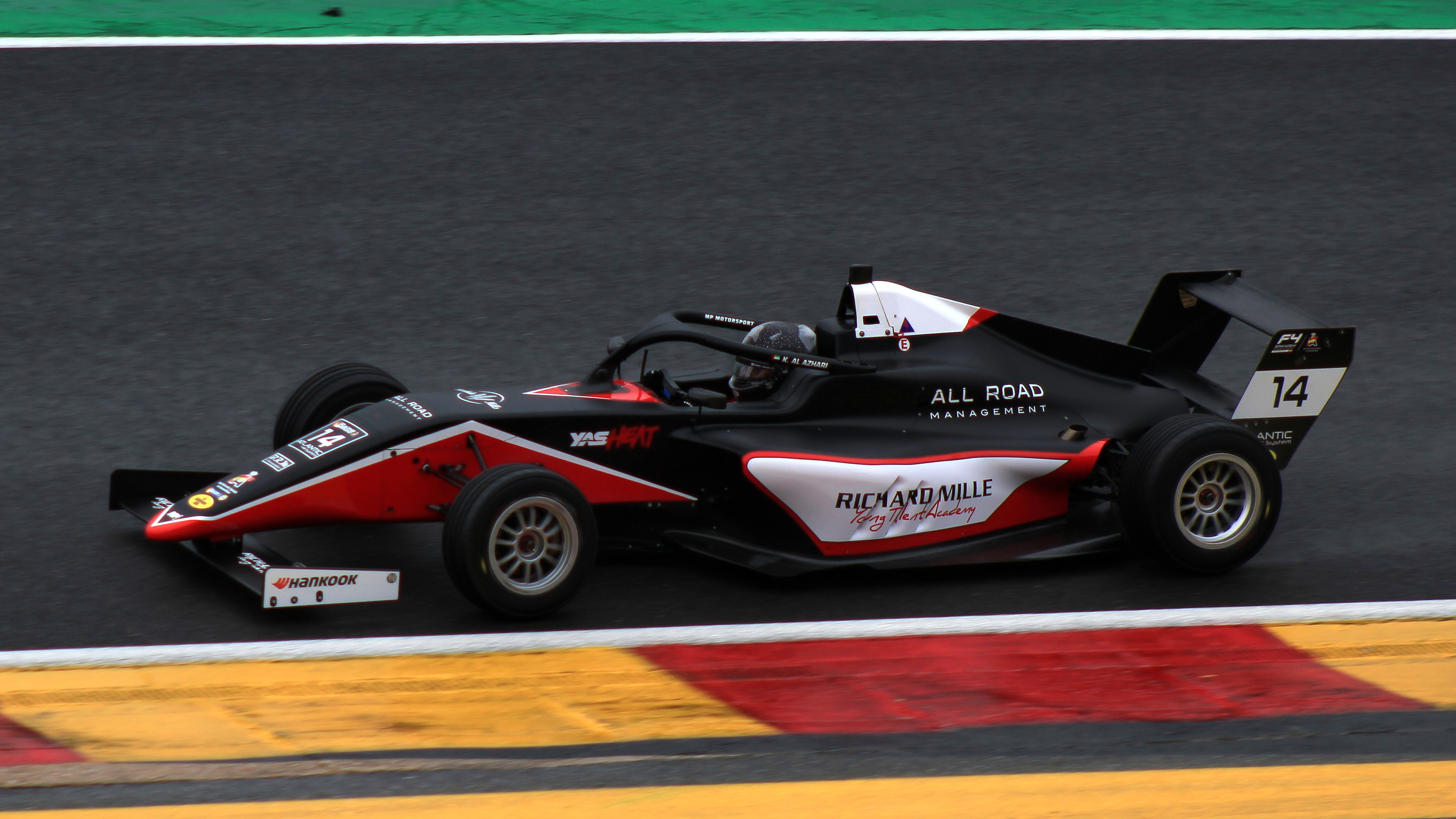
Al Azhari roulant sur le circuit de Spa-Francorchamps durant le championnat d'Espagne de F4 2023

#### 2024
L'Emirati revient en Formule 4 EAU avec la Yas Heat Racing Academy pour la saison 2024. Il se positionne comme un candidat au titre aux côtés de Freddie Slater et de Kean Nakamura-Berta grâce à une double victoire lors de la deuxième manche de Yas Marina. Il aborde la dernière manche à l'autodrome de Dubaï comme leader du classement. Cependant, il ne réussit pas à monter sur le podium lors de cette dernière manche, ce qui le relègue à la troisième place du championnat. En Europe, avec MP Motorsport, il dispute les deux dernières manches des Formula Winter Series. Il remporte une victoire et monte deux fois sur le podium. Il termine septième du championnat, bien qu'il ait manqué les deux premières manches.
Al-Azhari reste engagé dans le championnat d'Espagne de Formule 4 avec MP Motorsport pour sa campagne principale. Après un double podium à Jarama, il remporte une double victoire lors de la manche suivante, à Portimão.Ce résultat lui permet de se mêler à la lutte pour le titre et renforce son avance grâce à une nouvelle victoire à Aragón. Cependant, son rival pour le titre, Mattia Colnaghi, remporte une double victoire à Jerez et s'empare de la tête du championnat. Malgré un double podium de l'Emirati lors du Circuit de Barcelona-Catalunya, Colnaghi s'impose à deux reprises et remporte le titre, tandis qu'Al Azhari termine vice-champion.

### Championnat du Royaume-Uni de Formule 3 (GB3)
L'Emirati rejoint Hitech Grand Prix pour la saison 2025 du championnat du Royaume-Uni de Formule 3.
En mars 2025, Al Azhari rejoint l'Alpine Academy.

## Vie personnelle
Le frère cadet d'Al Azhari, Adam, est engagé dans des compétitions de karting et s'apprête à rivaliser avec son frère au sein de Tecnicar Motorsport en Formule 4 espagnole. Leur père, Karim, est un multiple champion de karting des Émirats arabes unis.

## Résultats en karting
| Saison    | Course                                       | Ecurie                  | Position |
| --------- | -------------------------------------------- | ----------------------- | -------- |
| 2017      | Rotax Max Challenge Grand Finals - Micro Max | Al Ain Raceway          | 11e      |
| 2017-18   | IAME Series UAE - X30 Cadet                  |                         | 9e       |
| 2018      | WSK Champions Cup - 60 Mini                  | Team Driver Racing Kart | 21e      |
| 2018      | WSK Super Master Series - 60 Mini            | Team Driver Racing Kart | 23e      |
| 2018      | South Garda Winter Cup - Mini Rok            | Team Driver Racing Kart | 34       |
| 2018      | WSK Open Cup - 60 Mini                       | Team Driver Racing Kart | NC       |
| 2018      | IAME International Final - X30 Mini          | KR Sport                | 9e       |
| 2018      | WSK Final Cup - 60 Mini                      | Parolin Racing Kart     | 20e      |
| 2018-19   | IAME Series UAE - X30 Junior                 |                         | 12e      |
| 2019      | WSK Champions Cup - 60 Mini                  | Parolin Racing Kart     | 16e      |
| 2019      | WSK Super Master Series - 60 Mini            | Parolin Racing Kart     | 17e      |
| 2019      | WSK Euro Series - 60 Mini                    | Parolin Racing Kart     | 14e      |
| 2019      | WSK Final Cup - 60 Mini                      | Parolin Racing Kart     | NC       |
| 2019-20   | IAME Series UAE - X30 Junior                 |                         | 2e       |
| 2020      | South Garda Winter Cup - OKJ                 | Birel ART Racing        | 79e      |
| 2020      | WSK Super Master Series - OKJ                | Birel ART Racing        | 106e     |
| 2020      | WSK Euro Series - OKJ                        | Birel ART Racing        | 39e      |
| 2020      | Champions of the Future - OKJ                | Birel ART Racing        | NC       |
| 2020      | CIK-FIA European Championship - OKJ          | DPK Racing              | 86e      |
| 2020      | CIK-FIA World Championship - OKJ             | DPK Racing              | 30e      |
| 2020      | WSK Open Cup - OKJ                           | DPK Racing              | 31e      |
| 2020      | Academy Trophy - Academy                     | Al Azhari Karim         | 15e      |
| 2020-21   | IAME Series UAE - X30 Junior                 |                         | 1er      |
| 2021      | WSK Super Master Series - OKJ                | DPK Racing              | 35e      |
| 2021      | Champions of the Future - OKJ                | DPK Racing              | 9e       |
| 2021      | CIK-FIA European Championship - OKJ          | DPK Racing              | 24e      |
| 2021      | WSK Euro Series - OKJ                        | DPK Racing              | 115e     |
| 2021      | WSK Open Cup - OKJ                           | Tony Kart Racing Team   | 18e      |
| 2021      | CIK-FIA World Championship - OKJ             | Tony Kart Racing Team   | 29e      |
| 2021-22   | IAME Series UAE - Gearbox                    |                         | 6e       |
| 2022      | South Garda Winter Cup - OK                  | Tony Kart Racing Team   | 10e      |
| 2022      | Champions of the Future - OK                 | Tony Kart Racing Team   | 35e      |
| 2022      | CIK-FIA European Championship - OK           | Tony Kart Racing Team   | 45e      |
| 2022      | CIK-FIA World Championship - OK              | Tony Kart Racing Team   | 43e      |
| Sources,: |                                              |                         |          |

## Résultats en carrière

### Résultats en monoplace
| Saison | Championnat                                      | Écurie                  | Courses | Victoires | Pole positions | Meilleurs tours | Podiums | Points | Classement |
| ------ | ------------------------------------------------ | ----------------------- | ------- | --------- | -------------- | --------------- | ------- | ------ | ---------- |
| 2023   | Championnat des Émirats arabes unis de Formule 4 | Yas Heat Racing Academy | 15      | 0         | 0              | 0               | 2       | 63     | 7e         |
| 2023   | Championnat d'Espagne de Formule 4               | MP Motorsport           | 21      | 0         | 1              | 0               | 1       | 100    | 9e         |
| 2023   | Formule 4 UAE Trophy Round                       | Yas Heat Racing Academy | 2       | 2         | 2              | 1               | 2       | N/A    | Vainqueur  |
| 2024   | Championnat des Émirats arabes unis de Formule 4 | Yas Heat Racing Academy | 15      | 2         | 3              | 6               | 7       | 164    | 3e         |
| 2024   | Formula Winter Series                            | MP Motorsport           | 5       | 1         | 2              | 1               | 2       | 58     | 7e         |
| 2024   | Championnat d'Espagne de Formule 4               | MP Motorsport           | 21      | 4         | 5              | 3               | 13      | 272    | 2e         |
| 2024   | Prototype Cup Germany                            | Mühlner Motorsport      | 12      | 2         | 5              | 4               | 6       | 191    | 4e         |
| 2025   | Championnat de Grande-Bretagne de Formule 3      | Hitech TGR              | 15      | 1         | 1              | 0               | 5       | 220    | 4e         |
| 2025   | GT Winter Series                                 | SSR Performance         | 2       | 2         | 2              | 2               | 2       | 38     | 43e        |

### Résultats en Championnat des Emirats arabes unis de Formule 4
(Les courses en gras indiquent une pole position) (Les courses en Italiques indiquent un meilleur tour)
| Saison | Ecurie                  | 1         | 2          | 3         | 4         | 5        | 6         | 7        | 8        | 9         | 10          | 11        | 12       | 13       | 14       | 15       | Pos | Points |
| ------ | ----------------------- | --------- | ---------- | --------- | --------- | -------- | --------- | -------- | -------- | --------- | ----------- | --------- | -------- | -------- | -------- | -------- | --- | ------ |
| 2023   | Yas Heat Racing Academy | DUB1 1 11 | DUB1 2 23  | DUB1 3 29 | KMT1 1 12 | KMT1 2 8 | KMT1 3 10 | KMT2 1 6 | KMT2 2 8 | KMT2 3 14 | DUB2 1 Abd. | DUB2 2 22 | DUB2 3 2 | YMC 1 10 | YMC 2 4  | YMC 3    | 7e  | 63     |
| 2024   | Yas Heat Racing Academy | YMC1 1 2  | YMC1 2 30† | YMC1 3 2  | YMC2 1 10 | YMC2 2 1 | YMC2 3 1  | DUB1 1 5 | DUB1 2   | DUB1 3 2  | YMC3 1 Abd. | YMC3 2 12 | YMC3 3   | DUB2 1 9 | DUB2 2 5 | DUB2 3 8 | 3e  | 164    |

### Résultats en Championnat d'Espagne de Formule 4
(Les courses en gras indiquent une pole position) (Les courses en Italiques indiquent un meilleur tour)
| Saison | Ecurie        | 1       | 2          | 3       | 4        | 5       | 6       | 7        | 8       | 9       | 10      | 11       | 12      | 13         | 14       | 15       | 16       | 17      | 18      | 19       | 20       | 21      | Pos | Points |
| ------ | ------------- | ------- | ---------- | ------- | -------- | ------- | ------- | -------- | ------- | ------- | ------- | -------- | ------- | ---------- | -------- | -------- | -------- | ------- | ------- | -------- | -------- | ------- | --- | ------ |
| 2023   | MP Motorsport | SPA 1 3 | SPA 2 Abd. | SPA 3 4 | ARA 1 30 | ARA 2 8 | ARA 3 5 | NAV 1 6  | NAV 2 5 | NAV 3 4 | JER 1 9 | JER 2 13 | JER 3 5 | EST 1 14   | EST 2 7  | EST 3 19 | CRT 1 13 | CRT 2 7 | CRT 3 8 | CAT 1 10 | CAT 2 11 | CAT 3 6 | 9e  | 100    |
| 2024   | MP Motorsport | JAR 1 2 | JAR 2 3    | JAR 3 9 | ALG 1    | ALG 2   | ALG 3 1 | LEC 1 30 | LEC 2   | LEC 3 2 | ARA 1 3 | ARA 2 16 | ARA 3 1 | CRT 1 Abd. | CRT 2 31 | CRT 3 2  | JER 1 5  | JER 2 1 | JER 3 4 | CAT 1 2  | CAT 2 18 | CAT 3   | 2e  | 272    |

### Résultats en Championnat de Grande-Bretagne de Formule 3
(Les courses en gras indiquent une pole position) (Les courses en Italiques indiquent un meilleur tour)
| Saison | Ecurie     | 1      | 2      | 3      | 4     | 5     | 6     | 7     | 8     | 9     | 10    | 11    | 12    | 13     | 14     | 15     | 16    | 17    | 18    | 19    | 20    | 21    | 22    | 23    | 24    | Pos | Points |
| ------ | ---------- | ------ | ------ | ------ | ----- | ----- | ----- | ----- | ----- | ----- | ----- | ----- | ----- | ------ | ------ | ------ | ----- | ----- | ----- | ----- | ----- | ----- | ----- | ----- | ----- | --- | ------ |
| 2025   | Hitech TGR | SIL1 1 | SIL1 2 | SIL1 3 | ZAN 1 | ZAN 2 | ZAN 3 | SPA 1 | SPA 2 | SPA 3 | HUN 1 | HUN 2 | HUN 3 | SIL2 1 | SIL2 2 | SIL2 3 | BRH 1 | BRH 2 | BRH 3 | DON 1 | DON 2 | DON 3 | MNZ 1 | MNZ 2 | MNZ 3 | e   |        |